# 陈嘉庚站
陳嘉庚地鐵站（英語：Tan Kah Kee MRT station）是新加坡地铁滨海市区线的地鐵站，位於武吉知马新加坡华侨中学的正下方，並以其創辦人陈嘉庚（Tân Kah-kiⁿ）命名。除華僑中學外，陳嘉庚地鐵站亦與南洋女子中學校、萊佛士女子小學（Raffles Girls' Primary School）與国家初级学院等學校相鄰。
陳嘉庚地鐵站原名為“公爵夫人”（Duchess），現名於2009年舉行的公眾投票中確定，惟現名因具“誤導”成分且未正確反映當地情況而遭批評。地鐵站是受2013年6月地鐵站承建商阿爾卑斯建築突然解散影響的三個地鐵站之一。地鐵站原預計於2016年中啓用，最終提早於2015年12月27日隨濱海市區綫第二階段的其他地鐵站一同啓用。地鐵站內有兩幅分別名為“飲水思源”與“自強不息”的壁畫，由華僑中學學生創作，作為“藝術之旅”（Art-in-Transit）計劃的一部分於地鐵站內展出。

## 歷史

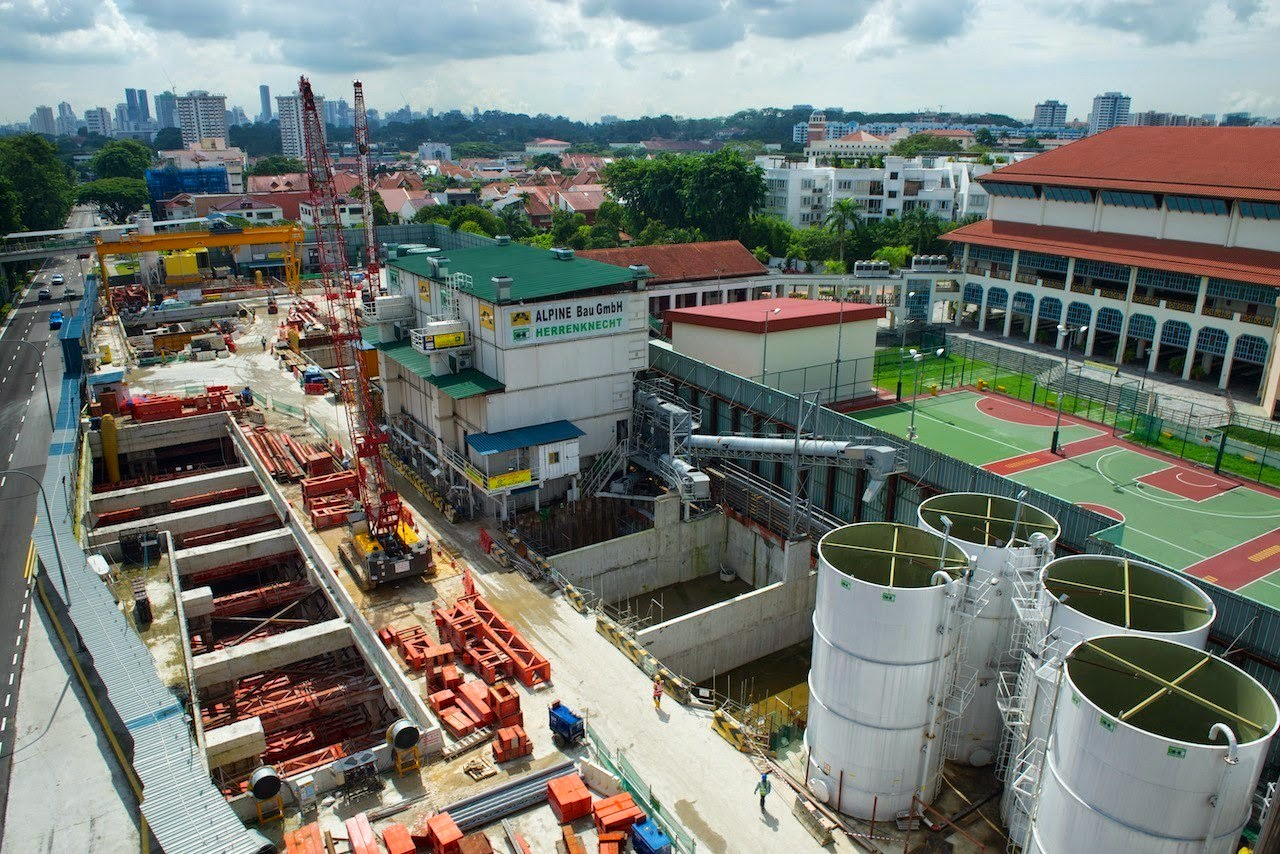
2012年第四季的挖掘工程

陳嘉庚地鐵站在2007年8月濱海市區綫第二階段的興建計劃獲公佈時的名稱是“公爵夫人”（Duchess），而“陳嘉庚”之名於2009年7月舉行的公眾投票中確定。阿爾卑斯建築有限責任公司新加坡分公司於2009年9月投得價值3.5億新加坡元的918號合約，並負責設計與興建陳嘉庚地鐵站與鄰近隧道。興建工程預計於2010年初展開。
興建工程期間，華僑中學正門前的10（33英尺）花崗岩閘門須臨時拆除搬遷。承建商原計劃自下方加固閘門，惟由於興建站體需要深度挖掘，加固並不可行。拱門頂部有翠綠色瓷片，被先行拆除並遷移至40（130英尺）外的臨時柱上，而金屬大閘亦同被拆除。相關拆遷工作由安全與起重團隊密切監督。閘門於地鐵站完工後遷回原址。
興建工程同時影響到華僑中學校舍的其中约15,000平方（18,000平方碼）的範圍。學校的體育館須被拆除，而陆路交通管理局則為華僑中學支付為舉行學校體育活動而租用体育场地所需的費用。華僑中學獲教育部撥款與華僑中學董事會籌款興建全新的室內體育館。
2012年7月至8月期間，地鐵站附近的華登嶺公寓（Watten Estate）因其地基與地鐵站形成階梯狀，並與原本的地基呈半分離狀態，而使其結構完整性備受憂慮，有投訴更稱受影響物業內外牆壁上均出現“細綫裂縫”。陸路交通管理局就此對相關物業進行檢查，並確認相關物業結構上安全。當局亦採取額外措施以修復受損財物與固定周邊地區地面。

### 承建商破產事件

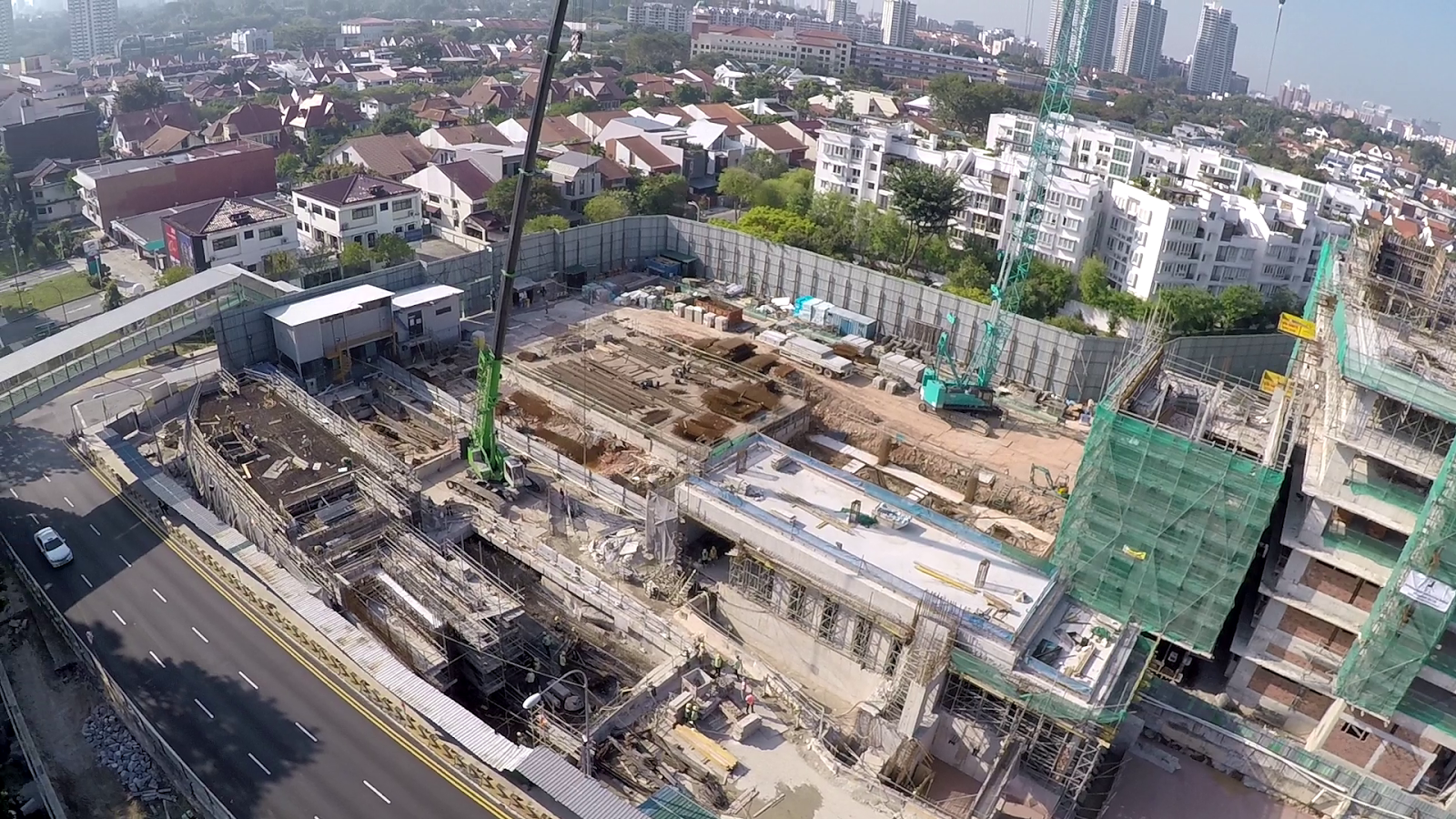
2015年3月的地鐵站工地

2013年6月19日，地鐵站主承建商阿爾卑斯建築破產。由於當時地鐵站的施工進度順利，阿爾卑斯建築的突然破產使陸路交通管理局措手不及。陸路交通管理局形容此事“前所未見”，並立即採取行動挽救局面。陸路交通管理局聘請安全公司保護工地與不完整的結構，並與專家合作保護隧道鑽挖機與補給井。陸路交通管理局於尋得新承建商前臨時委派美世界地铁站的承建商麥康勞·杜維東南亞有限公司為看守承建商，以進行隧道工程。當局與人力部接觸後，400名受影響工人獲重新分配工作崗位或遣回。
2013年8月29日，陸路交通管理局宣佈為陳嘉庚地鐵站與另外兩個地鐵站委託兩個新承建商。完成陳嘉庚地鐵站與鄰近隧道的工程的合約由SK工程與建設（新加坡）投得，合約價值2.22億新加坡元。一般而言，承建商需要經6個月的評估與處理程序方獲正式委託，惟為免使濱海市區綫第二階段出現工程延誤，兩個新承建商僅於阿爾卑斯建築破產的8個星期後即獲委託。
為盡可能加快工程進度，興建該三個地鐵站的人力增加了25%，而工人亦被要求可在深夜輪班，使工程可晝夜不停進行。為減低對居民的不便，工程未有使用傳統的爆破機，而改用更安靜的綫鋸進行爆破混凝土支柱的工程。

### 啓用

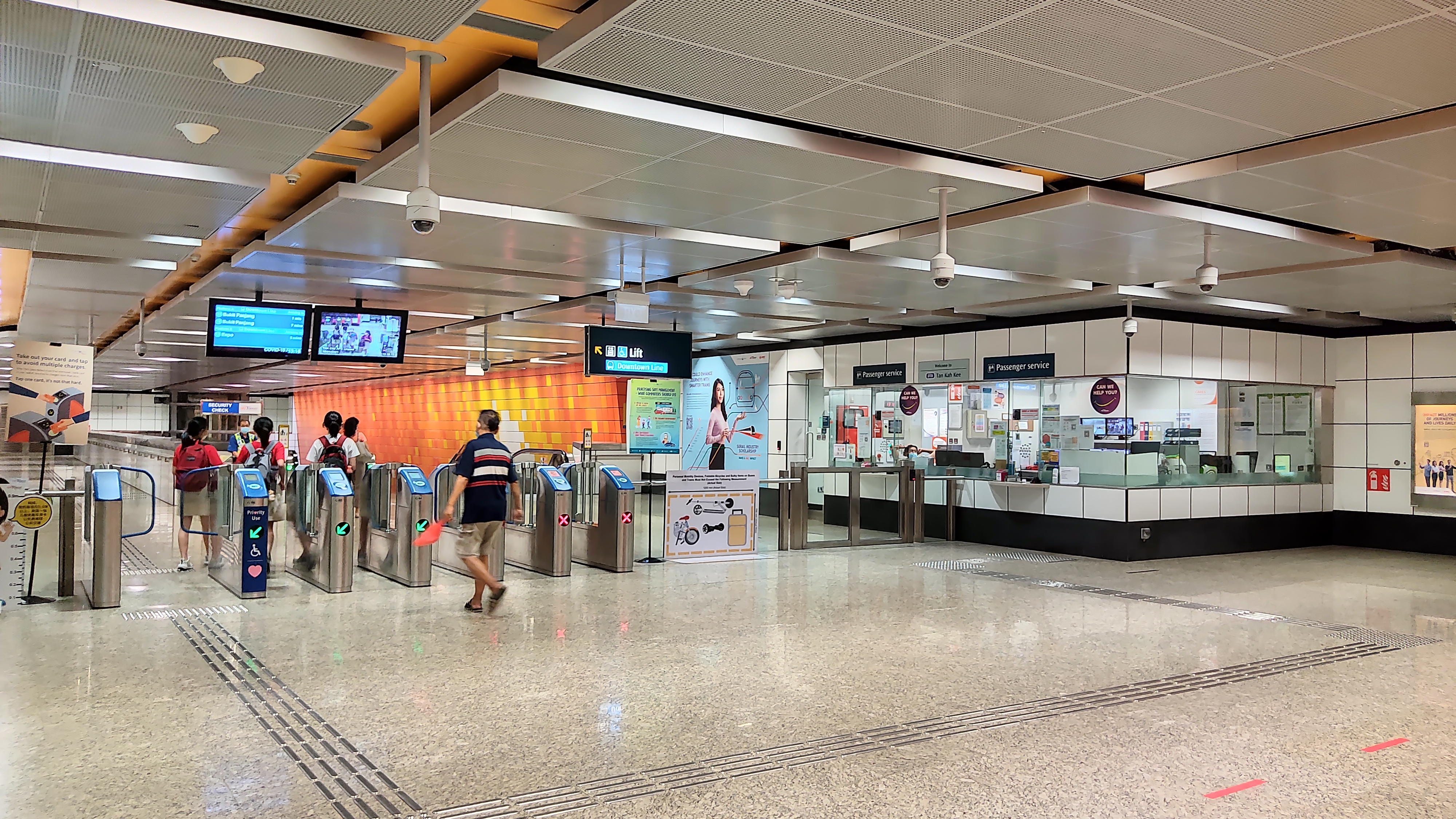
陳嘉庚地鐵站大堂層

2015年6月28日，時任交通部部長吕德耀宣佈濱海市區綫第二階段已完成95%的工程，並可提早通車。陸路交通管理局以要求工人周末與深夜工作的方式換取濱海市區綫第二階段提前完工。工程師對此“同樣感到自豪與欣慰”，而他們的合作與辛勤工作亦受稱許。同年8月，呂德耀宣佈濱海市區綫第二階段於2015年12月27日通車。
濱海市區綫第二階段於2015年12月5日舉行開放日，而陸路交通管理局在當日接獲網民提醒地鐵站的泰米尔语譯名有誤，陸路交通管理局為此致歉並更正譯名。地鐵站於2015年12月27日隨濱海市區綫第二階段的其他地鐵站一同啓用。

## 概要

### 站名

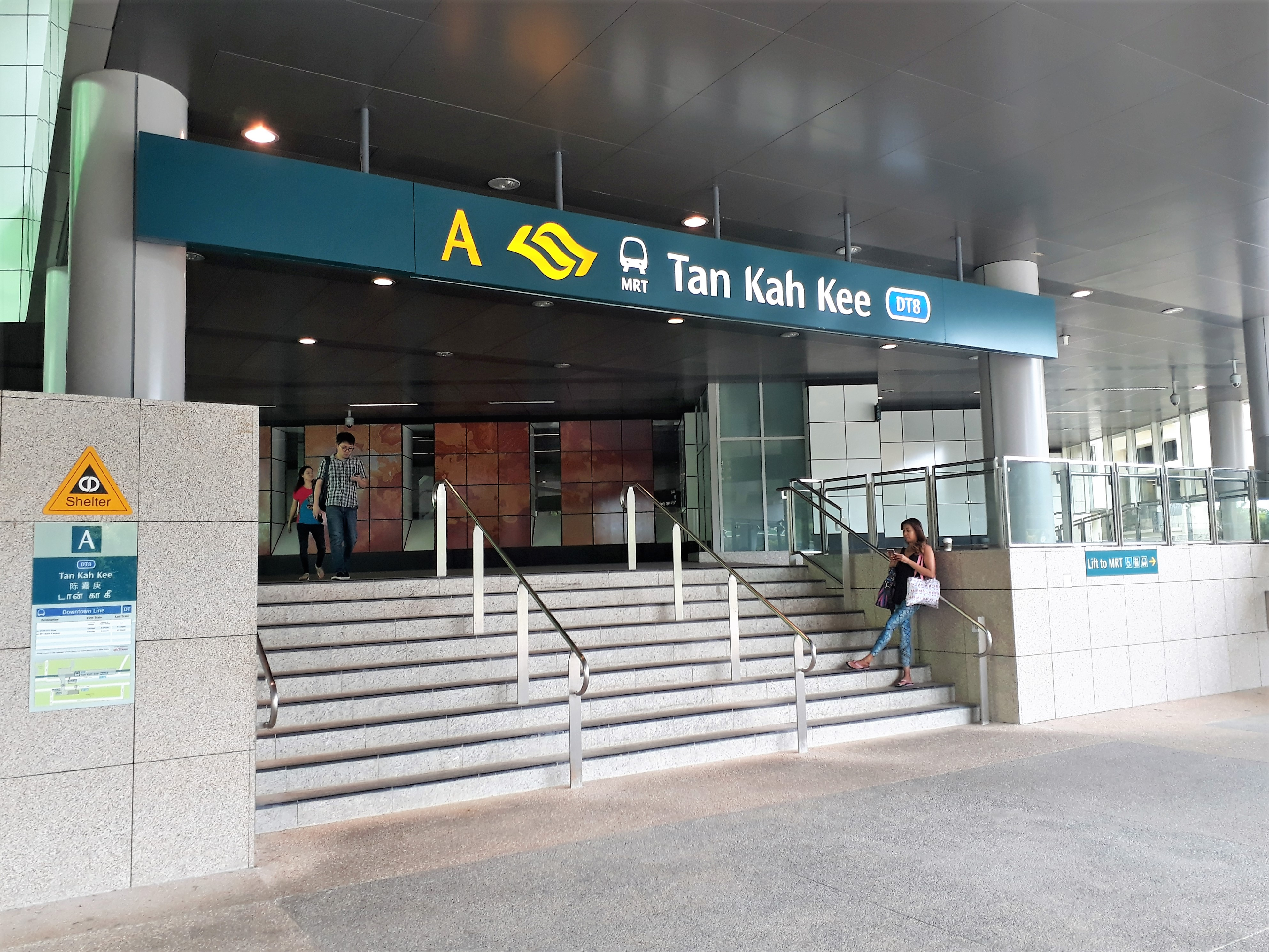
陳嘉庚地鐵站A出口位於華僑中學外

地鐵站初期以鄰近的公爵夫人路（Duchess Road）而臨時命名為“公爵夫人”（Duchess）。2008年8月陸路交通管理局為濱海市區綫第二階段的地鐵站命名徵求意見時，網上發起要求以華僑中學命名地鐵站為“華中”（Hwa Chong）的運動，惟陸路交通管理局稱地鐵站不應以地標或建築命名。雖然部分華僑中學學生與附近居民批評該網絡運動過於“自戀”與“不公平”，其仍獲其他華僑中學學生與其他鄰近學校的支持，後者主張華僑中學已經成為新加坡80年歷史的一部分，故應以之命名地鐵站。
陸路交通管理局在諮詢期後將除臨時命名與另外兩個名稱——“華登”（Watten）和“嘉庚”（Kah Kee）作為地鐵站的候選名。“嘉庚”在公眾投票中獲選為正式的地鐵站名，使地鐵站以華僑中學創辦人陳嘉庚命名。華僑中學董事會後來因“嘉庚”未反映學校創辦人的“歷史意義”，以及其英文名是马来语中表示「腳」的詞彙的諧音而建議改採陳嘉庚的全名命名，使地鐵站的最終命名再改為現名“陳嘉庚”。時任華僑中學校長洪偉雄（Ang Wee Hiong）稱許地鐵站名是對學校創辦人的“致敬”，而眾多華僑中學學生同樣稱地鐵站名“值得（他們）驕傲”。地鐵站名也同樣紀念陳嘉庚對新加坡教育發展的重大貢獻。華僑中學校內連接兩個校門的彎月形通道亦以陳嘉庚命名為“陳嘉庚通道”（Tan Kah Kee Drive）。
然而，地鐵站名仍被新加坡国立大学商學院副教授洪瑞雲（Ang Swee Hoon）批評稱地鐵站名可能對非華僑中學畢業生無意義，亦不太可能培養對慈善家貢獻的“欣賞”。洪瑞雲補充稱地鐵站應以其所在地命名，類近於在營銷中產品名應反映其質量的概念。洪瑞雲亦提出華僑中學一旦遷址，將使地鐵站名更令人困惑。自身為華僑中學校友的《海峽時報》記者謝洛美·歐陽（Jeremy Au Yong）同樣對地鐵站名與地鐵站命名新方案予以批評，稱地鐵站名與其所在地並無直接聯繫。歐陽亦警告稱將地鐵站命名為“陳嘉庚”可能會開以“特色城市”、“抱負目標”、“抽象意識形態”與“企業贊助商”命名地鐵站的先例。陸路交通管理局為地鐵站名的選擇辯護，稱其為候選地鐵站名之一，能反映當地歷史與遺產，並是公眾投票中最高票的選項。然而，陸路交通管理局亦同意地鐵站名應“方便通勤”，並承諾將考慮公眾反饋，並在隨後的地鐵站命名活動中採用更有意義的名稱。

### 位置
陳嘉庚地鐵站位於武吉知馬路旁，站體局部位於華僑中學校舍下。除華僑中學外，陳嘉庚地鐵站亦與南洋小学、聖瑪格烈中學、南洋女子中學、國家初級學院與萊佛士女子小學等學校相鄰。陳嘉庚地鐵站也鄰近加冕購物中心（Coronation Plaza）、皇冠中心（Crown Centre）等商場與普明寺（Poh Ming Tse Temple）、觀音山（Kuan Yin San Temple）等地標。

### 服務
陳嘉庚地鐵站位於第六道地铁站與植物園地鐵站之間，提供濱海市區綫的列車服務，官方路綫圖上的車站編號為。自陳嘉庚地鐵站開往博覽地鐵站的首班車在星期一至六於05:44開出，而在星期日及法定假日於06:04開出，至於尾班車則於23:48開出；自陳嘉庚地鐵站開往武吉班讓地鐵站的首班車在星期一至六於06:02開出，而在星期日及法定假日於06:22開出，至於尾班車則於翌日00:34開出。濱海市區綫的列車班距為2至5分鐘一班。

### 設計

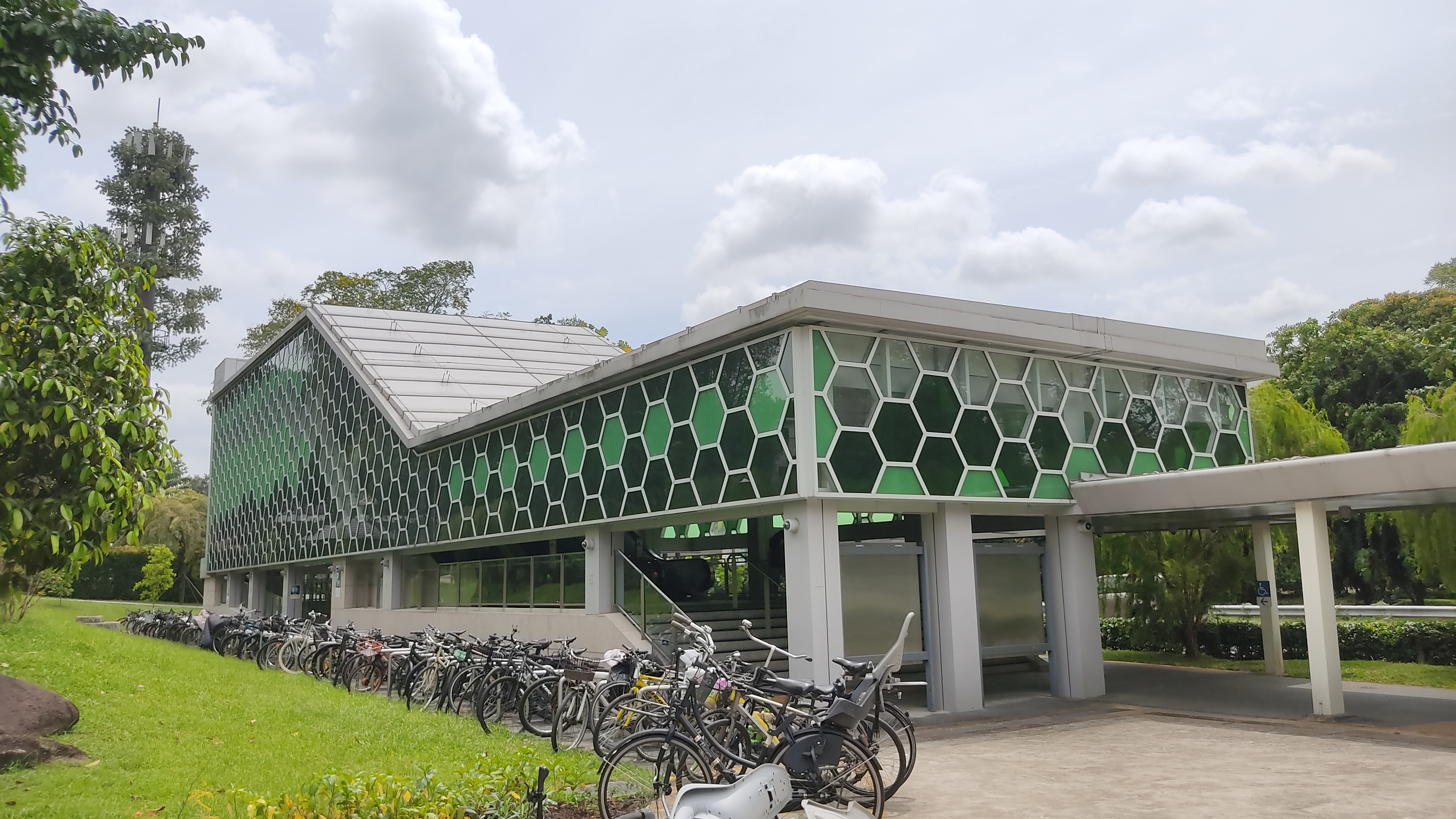
通往陳嘉庚地鐵站B出口的行人天橋

陳嘉庚地鐵站由SAA建築事務所與王王建築事務所（Ong & Ong）設計，站體宏偉而引人注目，以反映年輕學生的聰明才智，以及華僑中學的歷史背景。此外，地鐵站的設計與武吉知馬地區既有的綠化相得益彰。地鐵站為“開放式、公園式”設計，並以清晰的幾何綫條與綠色幾何面板為地鐵站營造現代感。地鐵站的出入口上方均設天篷，以突出“自然與流動”的設計主題。行人天橋、通風井與有蓋行人連接路是地鐵站的重要結構，三者均相匯於主出入口處，並圍繞單一樞軸旋轉。地鐵站周圍放置植物牆與垂直種植箱。地鐵站的外形與紋理上有隨機有序的積木圖案，而此設計的靈感來自流行的積木遊戲層層疊。
|                    | 行人天橋                            | 出入口                                          |
|                    | 地面層                              | 出入口                                          |
|                    | 大堂                                | 檢票口、自動售票機、車站控制室、Transitlink櫃枱 |
| 月台               |                                     |                                                 |
| B月台              | 滨海市区线 往博覽方向（植物園）     |                                                 |
| 島式月台，右側開門 |                                     |                                                 |
| A月台              | 滨海市区线 往武吉班讓方向（第六道） |                                                 |

### 藝術品
作為新加坡地鐵“藝術之旅”計劃的一部分，地鐵站內展示兩幅分別名為「飲水思源」與「自強不息」的壁畫，兩幅壁畫均由華僑中學學生創作。「自強不息」壁畫由手寫的決心相關詞語組成，而「飲水思源」壁畫則由手寫的欣賞過去與現在的人事的詞語組成。如從遠處望向「自強不息」壁畫上的文字，那些文字會溶解成白色與黃色的帶子，並創造出似乎是在任何情況下都閃耀的“熾熱的太陽”。「飲水思源」壁畫為狂風暴雨的圖案，旨在反映回饋社會的原則，並將每個人與當地豐富的歷史與文化遺產相“連結”。

## 出口
| 出口編號 | 建議前往的目的地 | 照片 |
| -------- | ---------------- | ---- |
| A        |                  |      |
| B        |                  |      |